# Ірпінська декларація
Ірпінська декларація (рос. Ирпенская декларация) — політичне об’єднання легіону «Свобода Росії», Національної республіканської армії та Російського добровольчого корпусу, була створена 31 серпня 2022 року.

## Історія
Декларацію було підписано в місті Ірпінь Бучанського району 21 серпня 2022 року, де раніше відбулася битва, де 3 тисячі українських захисників у запеклій міській боротьбі стримували штурм 30 тисяч російських нападників на Київ. Декларація утворила коаліцію між легіоном «Свобода Росії», Національною республіканською армією та Російським добровольчим корпусом, а також створено спільний політичний центр з метою представлення їхніх інтересів перед державними органами різних країн та організації спільної інформаційної політики, який очолив російський політик Ілля Пономарьов. За оцінками Kyiv Post, на момент підписання об'єднані сили налічували 1000 солдатів. Після підписання документа відбулася пресконференція, на якій лідери обговорили зміст документа. Серед спікерів були Ілля Пономарьов, головний редактор After Tomorrow Роман Попков, автор Олексій Толкачов, лідер «Говори голосно» Андрій Сідельников та Андрій Ілларіонов. Їхня єдина мета:
«розгром російської армії в Україні, звільнення Донбасу та Криму, а також знищення режиму Путіна та його залишків».
Пономарьов і група заперечували будь-яку причетність до вибуху безпілотника в Кремлі у 2023 році, однак Пономарьов заявив, що знає, яке партизанське угруповання скоїло напад, відмовившись його назвати, оскільки вони ще не взяли на себе відповідальність.
31 липня легіон "Свобода Росії" у своєму офіційному  Telegram-каналі повідомив про одностороннє відкликання підписів своїх представників й припинив будь яку участь у політичних проєктах декларації.